# 塔霍卡 (德克薩斯州)
塔霍卡（英語：Tahoka）是一個位於美國德克薩斯州林恩縣的城市。根據2010年美國人口普查，該地共人口2910人，而該地的面積約為6.20平方千米。同時該地也是林恩縣的縣治。

## 地理
塔霍卡的座標為33°09′57″N 101°47′58″W / 33.16583°N 101.79944°W，而該地的平均海拔高度為939米（即3081英尺）。